# Bevan Smith
Bevan Duncan Smith (ur. 18 lipca 1950 w Lower Hutt) – nowozelandzki lekkoatleta, sprinter. Zdobywca brązowego medalu podczas Igrzysk Brytyjskiej Wspólnoty Narodów w Christchurch w biegu na 200 metrów mężczyzn.

## Życiorys
Bevan Smith urodził się 18 lipca 1950 roku w Lower Hutt w Nowej Zelandii. Po raz pierwszy wystąpił w 1972 roku podczas Letnich Igrzysk Olimpijskich w Monachium, zajmując czwarte miejsce w drugiej rundzie w biegu na 200 metrów.
W 1974 roku Smith pojawił się podczas Igrzysk Brytyjskiej Wspólnoty Narodów w Christchurch, zdobywając czwarte miejsce w biegu na 400 metrów. Wystąpił także w sztafetach 4 × 100 metrów oraz 4 × 400 metrów mężczyzn, zajmując siódme i piąte miejsce. Jest również zdobywcą brązowego medalu w biegu na 200 metrów mężczyzn.
W 1978 roku pojawił się po raz drugi podczas Igrzysk Wspólnoty Narodów w Edmonton, gdzie dostał się do ćwierćfinału, występując ponownie w biegu na 200 m oraz w sztafetach 4 × 100 m oraz 4 × 400 m mężczyzn.